# 塞雷德尼亞 (日托米爾州)
50°20′12″N 27°33′27″E / 50.33667°N 27.55750°E
塞雷德尼亞（烏克蘭語：Середня），是烏克蘭中部日托米爾州的村落，由茲維亞赫爾區的巴拉尼夫卡市鎮所轄，距離茲維亞赫爾約40公里，面積9.32平方公里，海拔高度230米，2001年人口114，人口密度每平方公里12.23人。